# Piazza Trento e Trieste
In pieno centro storico, piazza Trento e Trieste, l'antica piazza delle Erbe (per il mercato che vi si teneva), è la principale piazza di Ferrara.  

## Storia
La piazza medievale sorse insieme alla cattedrale e da allora assunse il valore di centro cittadino, attorno al quale si affacciavano le principali sedi del potere politico, economico e religioso.
Il 17 novembre 1889 nell'adiacente piazza della Cattedrale fu inaugurato il Monumento a Vittorio Emanuele II che venne smantellato dai fascisti durante la Repubblica Sociale Italiana.

## Descrizione

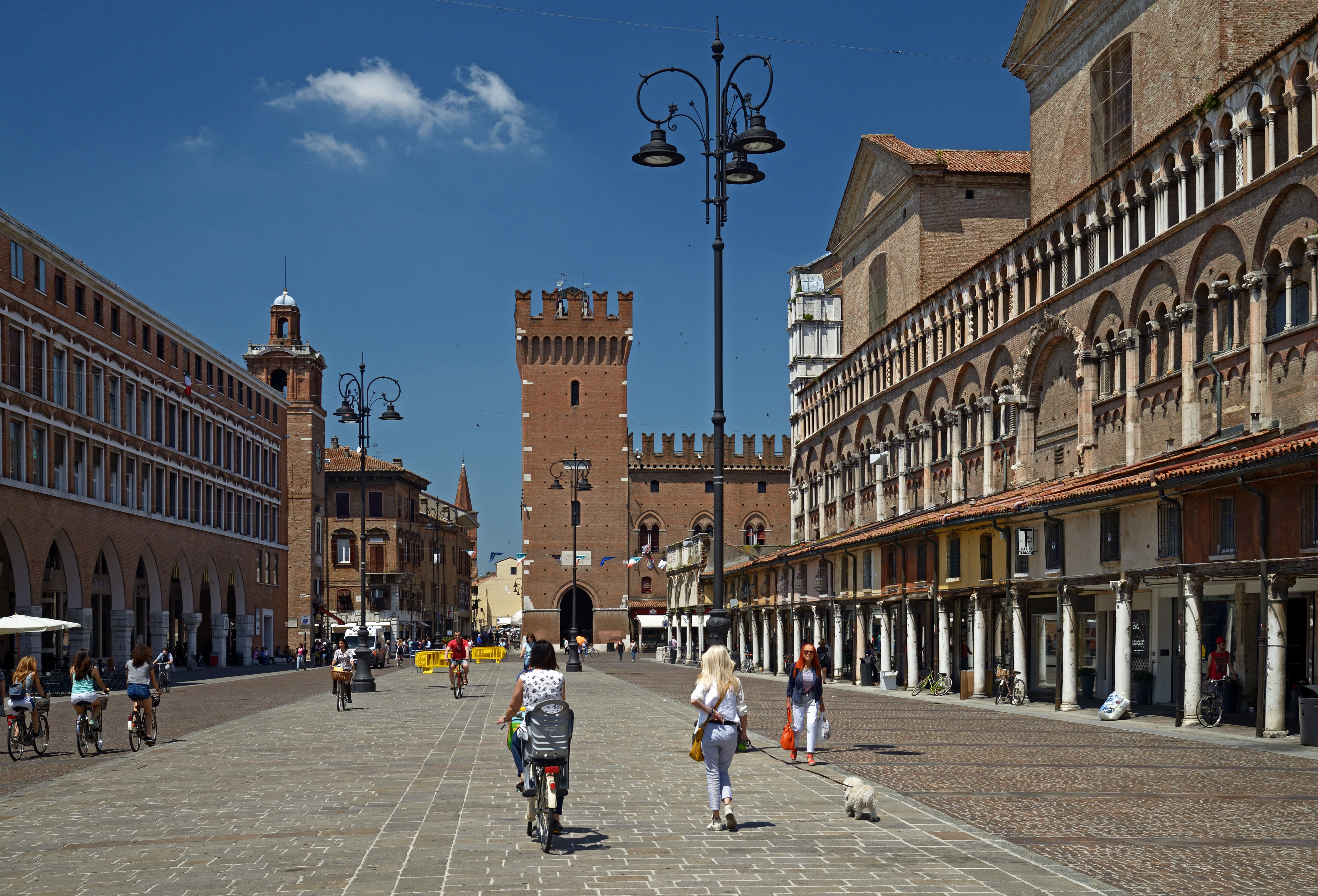
Piazza Trento e Trieste, palazzo della Ragione, torre della Vittoria, cattedrale e loggia dei Merciai

La piazza, di forma rettangolare, aperta sul lato che dà verso corso Martiri della Libertà, è percorsa al suo interno da un marciapiede lungo 120 metri e largo 12 detto listone.
Attorno ad essa ancora si possono ammirare numerosi palazzi antichi, di cui alcuni si presentano nel loro aspetto originario, mentre altri sono stati sottoposti a rifacimenti nel corso del tempo, come nel caso del palazzo di San Crispino, il palazzo della Ragione o la torre della Vittoria.
Sul lato settentrionale si trova la cattedrale, sulla fiancata della quale, nel registro inferiore, corre la loggia dei Merciai, che, da sempre dedicata alle botteghe dei mercanti, conserva la sua funzione, ospitando moderni negozi e attività commerciali.
Sul lato est si affaccia l'antica sede della corporazione dei calzolai, palazzo di San Crispino.
Sul lato sud, oltre ad edifici privati, si incontrano il teatro Nuovo, un tempo utilizzato anche come cinema, il museo della cattedrale con la ex chiesa di San Romano, e l'edificio che ha sostituito il palazzo della Ragione con la galleria Matteotti. La torre dell'Orologio venne eretta da Giovan Battista Aleotti sul sito di una precedente struttura in legno, dalla parte opposta della piazza, sul lato ovest lungo corso Martiri della Libertà, si trovano la Torre della Vittoria e il Palazzo Municipale.
Numerose sono le strade che portano alla piazza, corso Martiri della Libertà, via Cortevecchia, via San Romano, via Mazzini, via Canonica e via Contrari. Sulla piazza si alza anche il campanile della cattedrale, opera incompiuta attribuita a Leon Battista Alberti. 
La piazza è stata oggetto, nel tempo, di numerosi interventi, come ad esempio la nuova illuminazione pubblica ed il rifacimento di alcune parti dell'acciottolato in porfido.